# Hemiberlesia laciniata
Hemiberlesia laciniata är en insektsart som beskrevs av Gómez-menor Ortega 1965. Hemiberlesia laciniata ingår i släktet Hemiberlesia och familjen pansarsköldlöss.
Artens utbredningsområde är Spanien. Inga underarter finns listade i Catalogue of Life.